# 1966年アジア競技大会
1966年アジア競技大会（1966ねんアジアきょうぎたいかい、V Asian Games 1966）は、1966年12月9日から12月20日までタイ・バンコクで行われたアジア競技大会。
バンコクにおける初の大規模な大会となったが、それゆえに運営がスムーズにいかず、競技ルールに統一性が無い、報道用の腕章が100人分・マラソン取材用のバスが1台不明になる、陸上競技の試技で回数を間違える・予選の記録を含めて順位を決定するなどの不手際が生じ、当時のタイ副首相がテレビを通じて陳謝した。この事態に対し、外国人記者から「アジア大会ではなくアニマル大会」であると皮肉られた。
水泳では競泳で23種目、飛び込みで4種目の合計27種目を日本が独占した。
12月17日に行われた男子バスケットボールの準決勝、タイ・韓国戦ではタイが67-52とリードした時点で乱闘が起き、試合が中断されたが、翌18日に大会上訴審判委でタイの勝利が採決された。

## 参加国・地域
| - アフガニスタン - ビルマ - セイロン - 香港 - インド - インドネシア - イラン - イスラエル - 日本 | - マレーシア - ネパール - パキスタン - フィリピン - 中華民国 - シンガポール - 韓国 - ベトナム共和国 - タイ |

### 参加国・地域人数
| IOC | 参加国・地域 | 人数 |
| --- | ------------ | ---- |

## 実施競技
- 陸上競技（詳細）
- バドミントン
- バスケットボール（詳細）
- ボクシング
- 自転車競技
- 飛込競技
- サッカー（詳細）
- ホッケー
- 射撃
- 水泳
- 卓球
- テニス
- バレーボール
- 水球
- ウエイトリフティング
- レスリング

## 各国・地域の獲得メダル数
| 順 | 国・地域       | 金  | 銀  | 銅  | 計  |
| -- | -------------- | --- | --- | --- | --- |
| 1  | 日本           | 77  | 52  | 33  | 162 |
| 2  | 韓国           | 12  | 18  | 21  | 51  |
| 3  | タイ           | 12  | 12  | 11  | 35  |
| 4  | インド         | 8   | 4   | 11  | 23  |
| 5  | マレーシア     | 7   | 5   | 7   | 19  |
| 6  | イラン         | 6   | 8   | 16  | 30  |
| 7  | 台湾           | 5   | 4   | 10  | 19  |
| 8  | イスラエル     | 3   | 5   | 3   | 11  |
| 9  | インドネシア   | 3   | 4   | 10  | 17  |
| 10 | フィリピン     | 2   | 15  | 24  | 41  |
| 11 | パキスタン     | 2   | 4   | 2   | 8   |
| 12 | ビルマ連邦     | 1   | 0   | 4   | 5   |
| 13 | シンガポール   | 0   | 5   | 7   | 12  |
| 14 | ベトナム共和国 | 0   | 2   | 0   | 2   |
| 15 | セイロン       | 0   | 0   | 5   | 5   |
| 16 | イギリス領香港 | 0   | 0   | 1   | 1   |
|    | 合計           | 138 | 138 | 165 | 441 |